# 硅脂
硅脂是一种由硅油和增稠剂混合制成的防水潤滑脂。最常見的硅脂是由聚二甲基矽氧烷（硅油），和无定形气相二氧化硅（增稠劑）混合製成。这种硅脂是一种半透明的白色粘稠糊状物。還有一些硅脂的硅油成分是氟化硅酮或者聚二甲基矽氧烷裡面的甲基換成苯基，增稠剂則換成硬脂酸盐和粉状聚四氟乙烯。 